# Schistidium antarctici
Schistidium antarctici (Card.) L.I. Savicz & Smirnova, 1965 è una specie di muschio della famiglia Grimmiaceae.

## Tassonomia
Nel 1906, Jules Cardot attribuì la specie al genere Grimmia e la denominò G. antarctici. Nel 1965, Lidija Ivanovna Savic-Ljubickaja e Z. N. Smirnova analizzarono nuovamente i campioni della specie e la riclassificarono nel genere Schistidium.

## Descrizione
Si presenta in cespi compatti di colore verde giallastro nella parte superiore e nero-brunastro nella parte inferiore.

## Distribuzione e habitat
La specie è presente in Antartide e nelle isole antartiche e sub-antartiche. Specie epigea, cresce sia sul terreno che sulle rocce. Quando il terreno lo permette, giunge a costituire un tappeto vegetale che lo ricopre completamente. In alcune aree, come sulle isole Windmill, risulta prevalente tra le briofite. Prolifera nelle aree che nel periodo estivo sono sommerse dall'acqua.